# Doris (bateau)

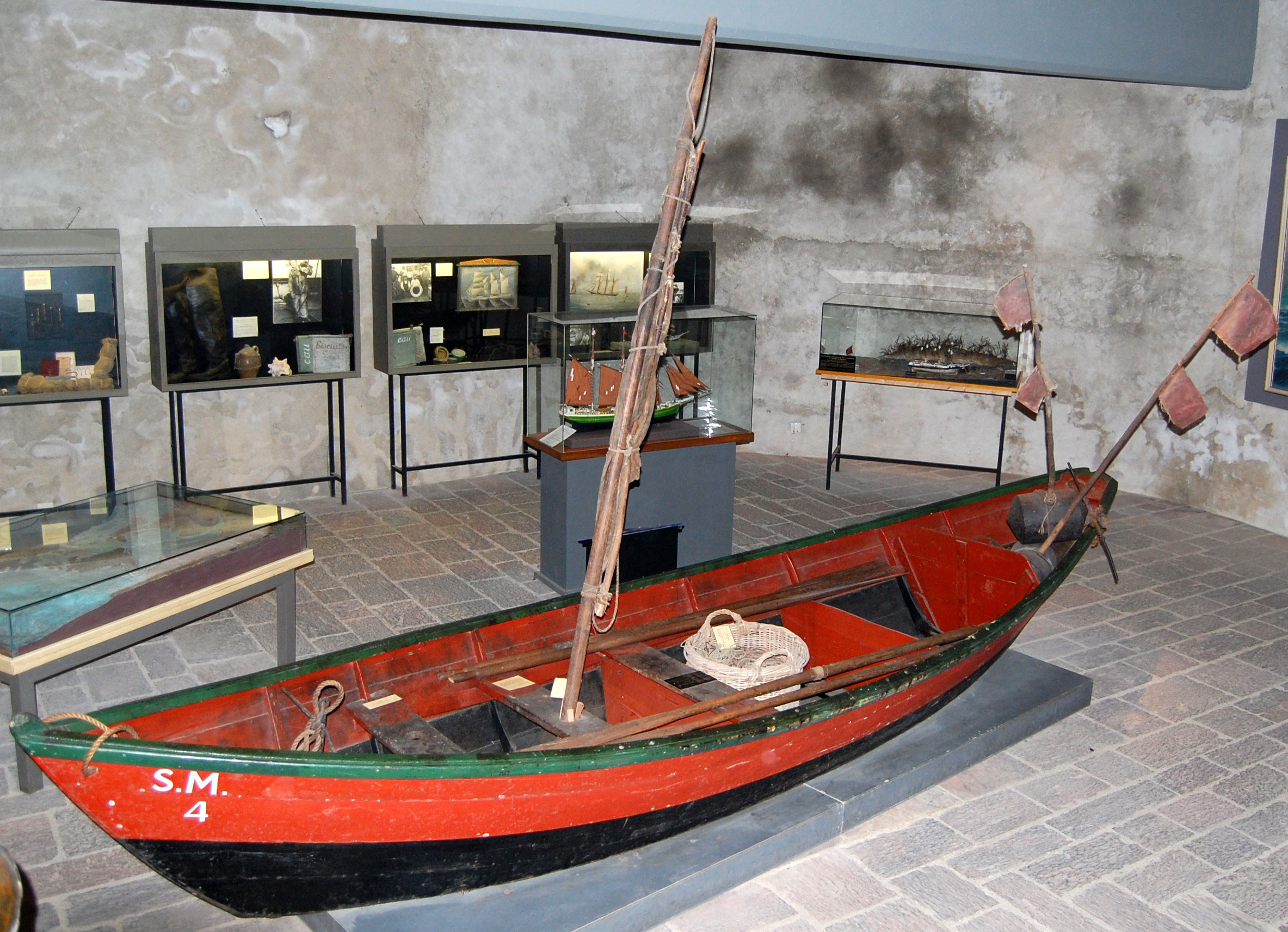
Doris (musée de Saint-Malo).

Pour les articles homonymes, voir Doris.
Pour la langue papou (waris), voir Waris.

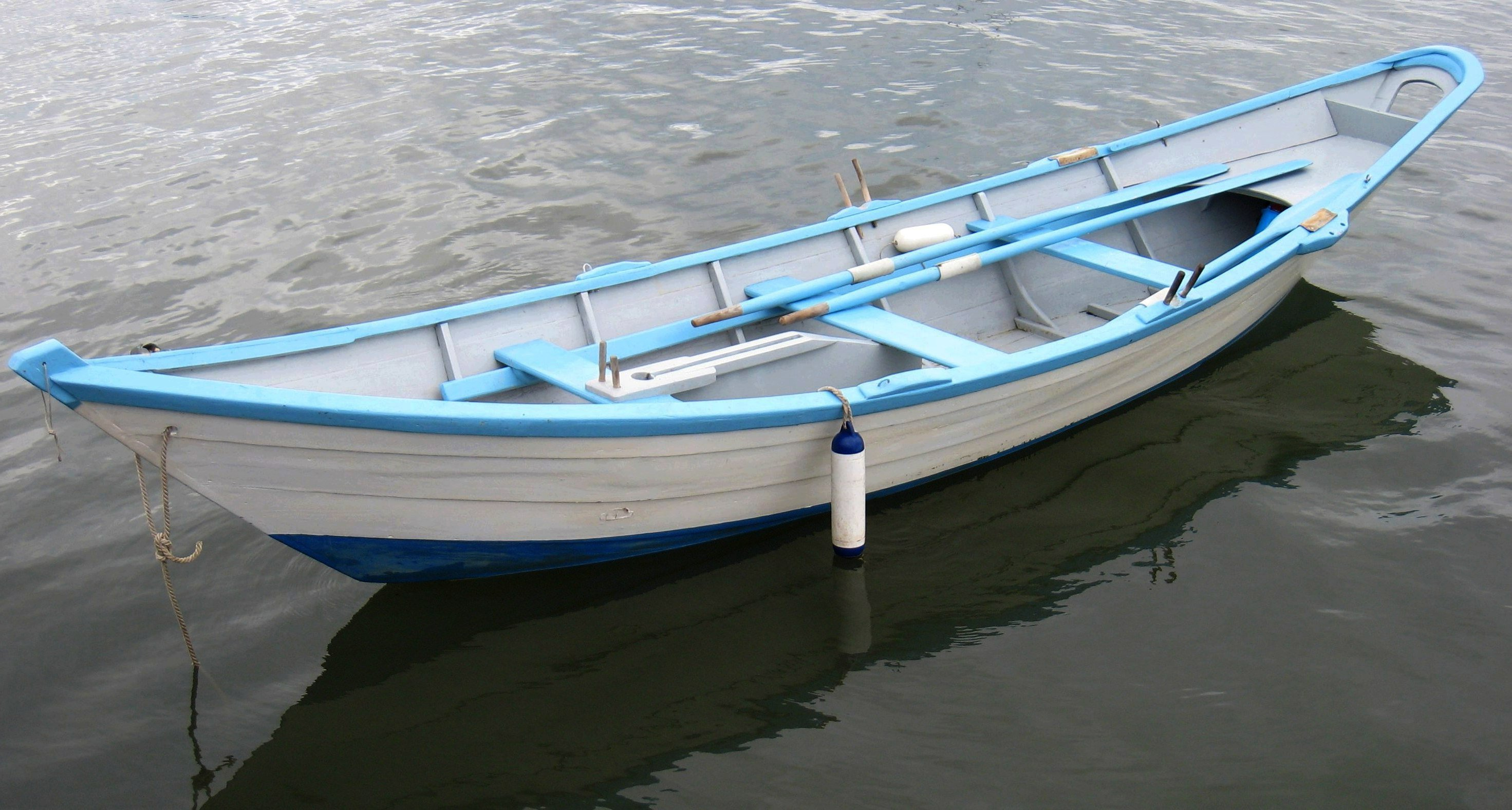
Doris.

Le doris est une embarcation d'origine américaine, en bois à fond plat, de longueur hors-tout cinq à six mètres, propulsée à l'aviron, à la voile ou au moteur.

## Étymologie
L'origine n'est pas vraiment définie. Le nom doris proviendrait du prénom de la femme de l'architecte canadien qui a conçu cette embarcation, d'autres sources parlent du nom de dory donné à cette embarcation par des pêcheurs ou viendrait du nom du fleuve Douro.

## Historique

### Origine: pêche en Amérique du nord
Il a été créé en Amérique et utilisé à l'origine pour faciliter le départ de plage puis pour la pêche à la morue sur les bancs de Terre-Neuve jusqu'au début du XXe siècle. 
La pêche à Terre-Neuve utilisa durant des siècles, le système des chaloupes, jusqu'à la guerre de 1870. À cette époque les Américains ont remplacé les chaloupes par des waris, de forts doris à fond plat, de sept à huit mètres, plus aptes à s'échouer sur le sable ou les galets.

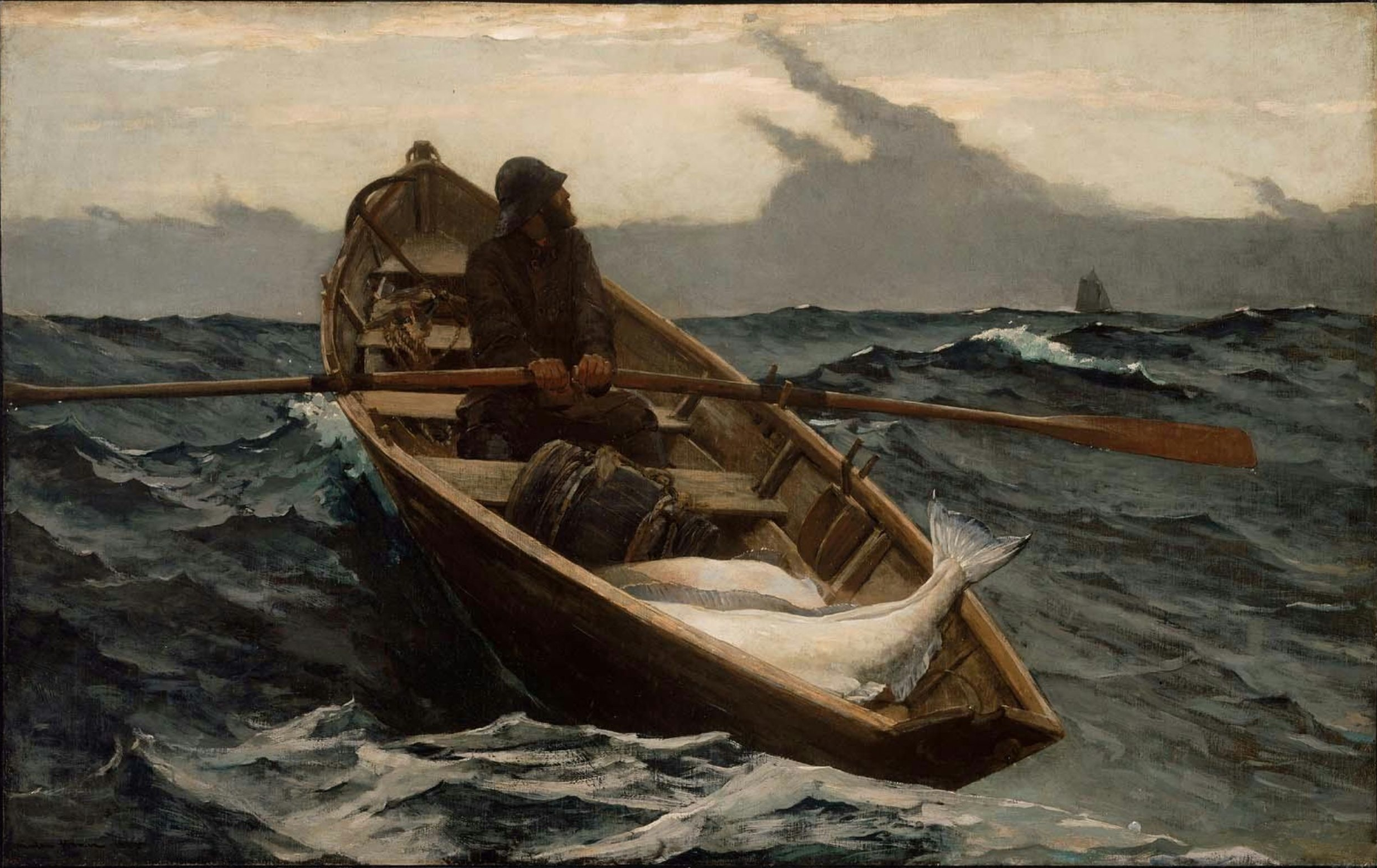
The Fog Warning (L'Arrivée du brouillard, Pêche au flétan)
Winslow Homer, 1885
Musée des beaux-arts de Boston

En Nouvelle-Angleterre à la fin du XIXeme siècle, les descriptions de l'industrie de la pêche montrent des doris qui s'éloignent du navire principal pour aller pêcher, avec le risque important de ne pouvoir le rejoindre au retour. Le tableau The Fog Warning du peintre américain Winslow Homer réalisé en 1885 représente un pêcheur en ciré dans un doris chargé de flétans alors qu'il se retourne avec inquiétude, profitant d'une vague, vers un voilier lointain qu'il cherche à rejoindre à la rame. La mer est agitée et le doris se balance haut sur les vagues, ce qui montre clairement que le voyage de retour nécessitera un effort physique considérable. Mais plus menaçant est l’approche du banc de brouillard. Homer a quitté à cette époque New York depuis 1883, et s'est installé à Prouts Neck (en), un petit village côtier, près de Scarborough, habité de quelques pêcheurs et entouré de fermes.
En 1872, les goélettes saint-pierraises se mirent à employer des doris, de cinq à six mètres, achetés aux Américains ; en 1886, les Saint-Pierrais achetaient encore 1 000 à 2 000 doris aux Américains.

### Déclinaison en Europe

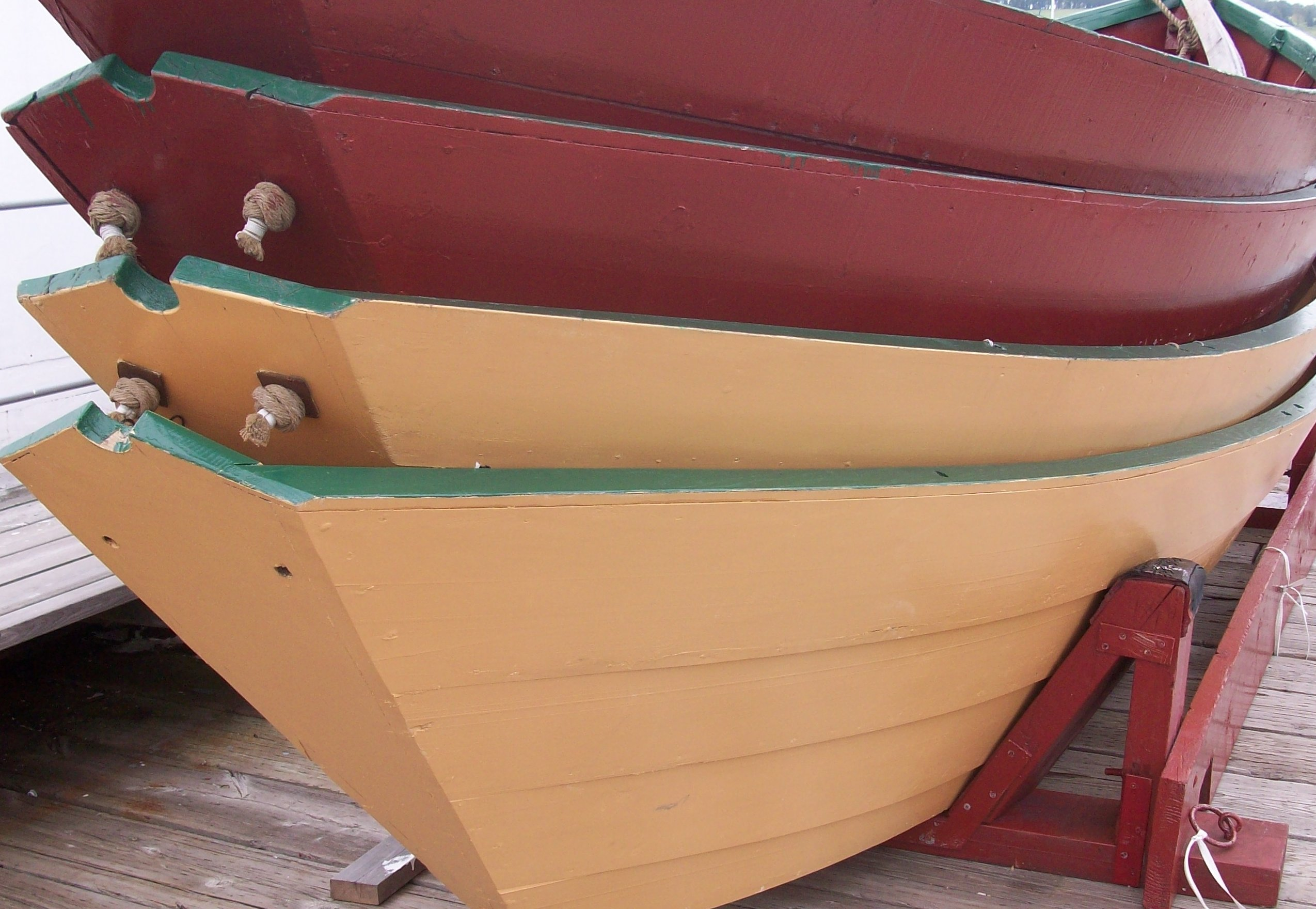
Doris empilés sur le pont.

C'est vers 1877, que les navires de Fécamp, Granville et Saint-Malo, commencent à utiliser des doris américains pour la pêche sur le grand banc, avec salaison à bord. L'emploi du doris se généralisa et le doris est adopté par tous les armateurs français, vers les années 1880-1885. D'où le terme également utilisé doris des bancs. Leur conception permettait de les empiler pour les stocker sur le pont de la goélette menant la campagne. Les terre-neuviers français embarquaient jusqu'à 20 doris. Le dernier trois mâts goélette français, utilisant des doris pour la pêche, fut le Lieutenant René Guillon, de Saint-Malo qui sera désarmé en 1952. 

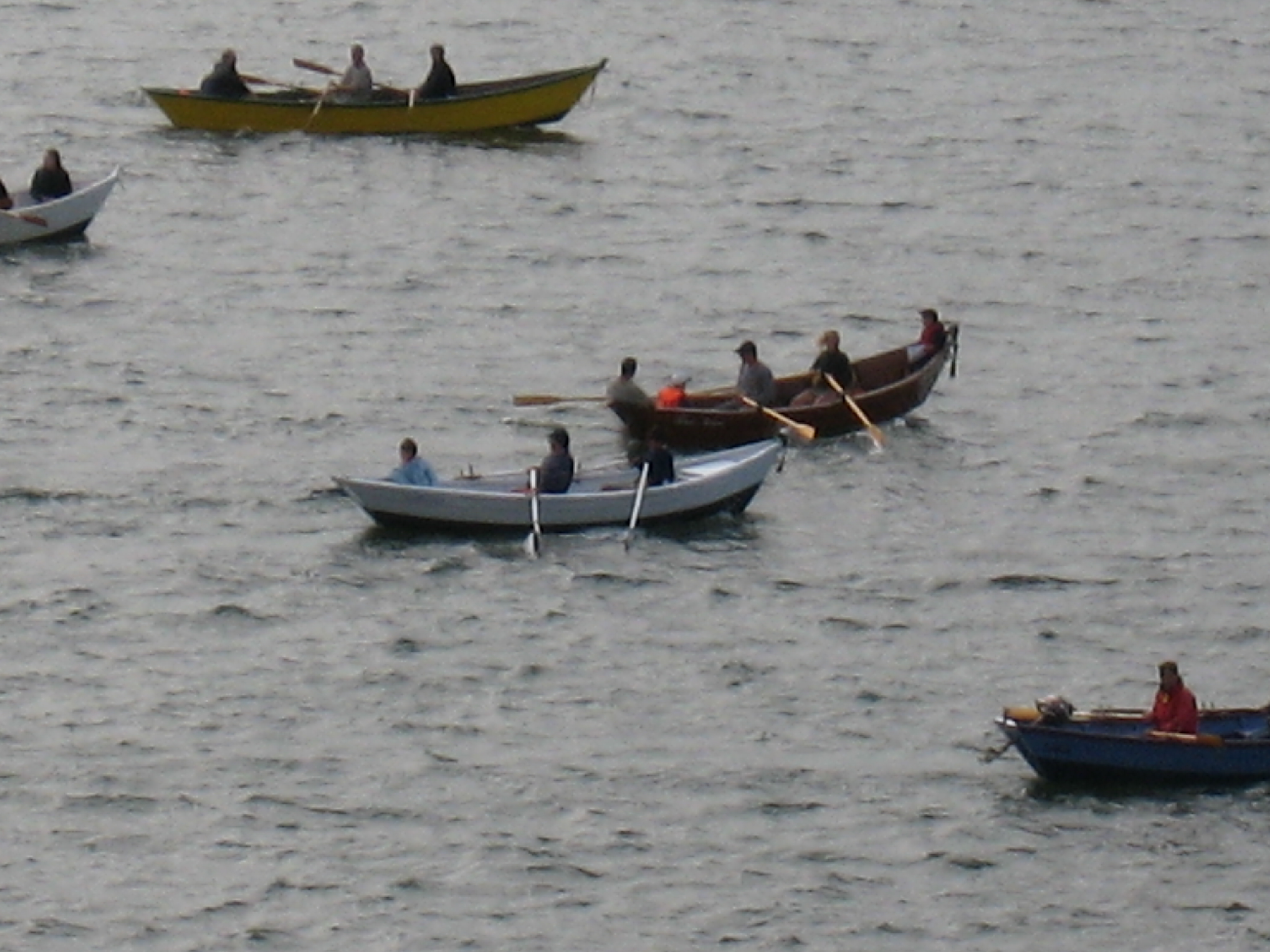
Doris en Rance (2007).

Quelques marins-pêcheurs les utilisent encore dans la baie du Mont Saint-Michel, sur les côtes normandes, ainsi qu'à Saint-Pierre-et-Miquelon pour la pose de lignes, de trémails ou de casiers à homards et à crevettes, mais la grande majorité des doris utilisés le sont pour la plaisance (type voile-aviron). On trouve toujours aujourd'hui des chantiers artisanaux de construction de doris. 
Les doris de plaisance construits dans le Cotentin par des chantiers comme Bosquet (Agon Coutainville) ou Legueltel (Blainville sur mer) à partir des années 60 étaient souvent plus grands que les doris des bancs de Terre-Neuve et comportaient une ouverture dans le tableau arrière, précédée d'un "faux tableau" destiné à supporter un moteur hors bord à arbre extra-long (souvent un British seagull, bien adapté à ce type d'embarcation) et, pour les amateurs de voile, un puits de dérive améliorant la remontée au vent.

## Caractéristiques
Une des qualités appréciables de ces bateaux était leur facilité d'échouage à marée basse, posé bien droit sur leur semelle (ou "sole") plate, permettant de les laisser sans trop d'inquiétude, amarrés à un corps mort  mis en place sur l'estran face aux plages de cette région à très fort marnage.
Ces charpentiers de marine ont chacun leur particularité recherchée par une clientèle typique. Les matériaux employés peuvent être :
- le bois (bordages à clin)[7] ;
- le contreplaqué marine traité époxy ;
- le polyester, finition bois ;
- le plastique simple ou habillé de bois est aussi utilisé.

Il est fréquent de voir des doris munis d'un puits de dérive pour permettre une meilleure utilisation à la voile. Certains artisans sont spécialisés dans la construction de types légèrement différents comme les swampscott dory.

## Traversée de l'Atlantique
Un marin-pêcheur américain, Alfred Johnson, a tenté la traversée de l'océan Atlantique en 1876 à bord d'un doris voile-aviron à peine modifié (pose d'un demi-pontage servant d'abri). Nommé Centennial (le prétexte de la traversée étant de fêter le centenaire de l'indépendance américaine), le doris de Johnson partit de Gloucester (Massachusetts), accosta à Abercastle (Pays de Galles), puis rallia le port de Londres, au terme d'une traversée mouvementée (plusieurs chavirages) mais couronnée de succès.